# Ana Belén Palomo
Ana Belén Palomo Jiménez (Algeciras, 20 de octubre de 1977) es una nadadora española que ha participado en dos Juegos Olímpicos (en Sídney 2000 y en Atenas 2004), en la prueba de 50 metros libre. En Sídney llegó a ser semifinalista, logrando el 16.º puesto, mientras que en Atenas quedó clasificada en 21.ª posición. En los Juegos de Atenas fue una de las cuatro nadadoras que representaron a España en los relevos 4 × 100 m libre, quedando clasificadas en 14.ª posición.
También ha destacado en los Juegos Mediterráneos al conseguir dos medallas de oro en los Juegos Mediterráneos de Túnez (2001) (50 m libres y 4 × 100 m) y una medalla de bronce (50 m libres) en los de Almería (2005).
A nivel nacional ha logrado numerosos éxitos deportivos siendo durante muchos años la campeona de España de 50 metros libres, logrando su último plusmarca nacional en el campeonato de España de Cádiz, celebrados en el año 2004 donde consiguió un tiempo de 25.54, registro que le dio
el pasaporte para las olimpiadas de Atenas, siendo esta su última olimpiada.
También consiguió un récord de España en la prueba de 100 metros libres en piscina corta,  celebrado en el año 2002 en Sabadell, compartiendo medalla de oro y plusmarca nacional con otra gran nadadora española. La nadadora del CN Terrassa Laura Roca. Parando el cronómetro en 55. 17.
Con el equipo nacional también batió el récord junto a sus compañeras en la prueba de relevos en 4 x 100 metros libres, 4 x 100 metros estilos y 4 x 50 libres en el europeo de natación que se celebró en Madrid en el 2004.
A nivel de su comunidad Autónoma, Andalucía, actualmente posee el récord de Andalucía tanto en 50 metros libres, como en 100 libres e incluso en 50 mariposa.
Su despedida de las piscinas se produjo en los juegos del Mediterráneo, celebrados en Almería en el año 2005, logrando un meritorio tercer puesto, poniendo el broche de oro a su carrera como deportista.
Esta nadadora fue fiel a su club desde sus inicios hasta el final, siempre paseó el nombre del club natación Mijas por todo el mundo, dándole numerosas medallas a este club, tanto en competiciones autonómicas como nacionales.
Ana Belén Palomo es una persona extrovertida y simpática, entre sus aficiones destacan el viajar, ya que mientras fue nadadora internacional recorrió numerosos países y se quedó prendada de ellos, otra de sus mayores aficiones es el cine, una de sus películas favoritas es Amélie.
En cuanto a sus expectativas de futuro a medio plazo tiene pensado volver a involucrase en el mundo de la natación, pero esta vez se quiere dedicar , al igual que su marido, al entreno de futuras estrellas de la natación, o ayudar a los niños y niñas que comiencen en este mundo.